# Nephrotoma didyma
Nephrotoma didyma är en tvåvingeart som beskrevs av Yang 1987. Nephrotoma didyma ingår i släktet Nephrotoma och familjen storharkrankar. Inga underarter finns listade i Catalogue of Life.